# 百慕大
百慕達（英語：Bermuda）位於北大西洋，属北美洲，是英國的一个海外領地。距美洲大陆约900多公里、美國東岸佛羅里達州邁阿密東北約1,100海里及加拿大新斯科舍省哈利法克斯東南約840海里。
最接近的地標是美國北卡羅來納州的哈特拉斯角，西北約640海里（1,030公里）。百慕達是歷史最悠久的英國海外領地，早於英格蘭殖民《1707年聯合法案》頒佈及英國建立前的一、兩個世紀。聯合國非殖民化委員會自1945年起將其列為全球16個非自治領地之一。
「百慕達」一般指單一的群島，由約138個島嶼和许多岩礁组成。百慕達的一些島嶼擁有多個名稱（整個群島，連同兩個正式名稱，歷史上曾稱為「La Garza」、「Virgineola」及「魔鬼三角」）。雖然地標不多，但地方重名的情況十分普遍；例如，有兩個島嶼名為「長島」，兩個海灣名為「長灣」，而聖喬治鎮位於聖喬治島的聖喬治政區。另外，百慕達的首府──哈密尔顿，位於主島中部，漢密爾頓港北岸。百慕達經濟繁榮，依靠金融業和旅遊業，以「避稅天堂」和「公司天堂」聞名，是世界著名的離岸金融中心。當地有暖和的熱帶氣候、風景優美的海灘，更常以粉紅色細沙和藍綠色海洋自詡。

## 歷史
據信，百慕達於16世紀初，大概是1503年被西班牙探險家胡安·百慕大首先發現，但他的記載只作粗略描述。及至1511年，彼得·马特（Peter Martyr d'Anghiera）所著的《Legatio Babylonica》一書中提及百慕達和該名西班牙人。同年，西班牙把島嶼加進航海圖。西班牙和葡萄牙兩國的船艦把百慕達群島用作鮮肉和水的補給站。但是，幽靈和魔鬼的傳說，令人們不敢在「魔鬼三角」上長期定居。現在，有關據稱是由刺耳的雀鳥（很可能是百慕達海燕）叫聲和持續的風災（多數早期的旅客在這種情況抵達）造成。
百慕達和Gonzales Ferdinando d'Oviedo在1514年至1515年左右投機百慕達，意圖在島上卸下食用豬作為鮮肉期貨，將來賣給來往的船隻。然而，百慕達氣候嚴酷，打消了他們登陸的念頭。
數年後，一艘從聖多明哥回航的葡萄牙船艦擠進了暗礁的兩塊岩石中。全體船員盡力營救，並花費了接下來的四個月用百慕達刺柏（當地特有種）建造新的船身，返回原先的出發點。據稱，其中一個擱淺的船員在西班牙岩石上刻上了起首字母「R」和「P」與及年份「1543」。起首字母可能是象徵「Rex Portugaline」，其後誤傳是西班牙人所為，以致該石被誤名為「西班牙石」。
在其後的世紀裏，大概有人在百慕達多次逗留，但尚未有人定居。英國在維吉尼亞州最初的兩個殖民地宣告失敗後，英王詹姆斯一世毅然决定向維吉尼亞公司授予皇家憲章。1609年，公司的艦隊司令──薩默斯（Admiral Sir George Somers）帶領艦隊駛離英格蘭，前去救濟已在兩年前殖民的詹姆斯鎮殖民地。薩默斯曾經隨同法蘭西斯·德瑞克爵士和沃爾特·羅利爵士航海，累積了經驗。艦隊在風暴中損毀，而旗艦──海洋冒險號在百慕達對開的海域失事（正如百慕達的紋章所描繪），生還者唯有在新領土上生活。（威廉·莎士比亞的劇作《暴風雨》可能受威廉·斯特雷奇對這次海難的記述影響）英國皇室聲稱擁有百慕達，維吉尼亞公司的憲章遂增訂有關條文。1615年，百慕達轉交一家新公司──薩默斯島公司（「薩默斯島」至今仍是殖民地的正式名稱），公司由相同的股東組成。美國的第一枚英國硬幣在這裏鑄造。
1610年，海洋冒險號的大多數生還者獲兩艘百慕達製的船艦接載至詹姆士鎮。約翰·羅爾夫是生還者之一，他遺下了在百慕達埋葬的妻子和孩子。其後，他在詹姆士鎮與波瓦坦 (酋長)之女波卡洪塔斯結婚，而羅爾夫獨力開展維吉尼亞的煙草業（伐木將成為殖民地的經濟基礎）。1612年，隨著Plough號的抵達，經過仔細研究的百慕達殖民終於展開。
由於土地不足，百慕達面對人口增長帶來的問題。在首兩個殖民的世紀，當地依靠穩定的移民以控制人口。美國獨立戰爭前，有超過1萬名移民的百慕達人移民至美國南方。在那裏，英格蘭王國（後稱大不列顛王國）正取代西班牙帝國成為支配歐洲的帝國。18世紀末前，穩定的對外移民流尚未停止，航海業變成唯一的實業。當時，至少三分一的島上人力隨時在海上航行。
然而，在17世紀，薩默斯島公司壓制造船業，因他它們需要百慕達人耕作以賺取收入。百慕達不能成為成功的農業殖民地。據報，運載煙草往英格蘭的百慕達柏樹箱子，比內裏的貨物還要值錢。但是，維吉尼亞州殖民地出產的煙草，無論質、量均比百慕達的優勝。薩默斯島公司倒閉後，百慕達人隨即捨棄農業，改投造船業。他們在農地重新種植本土柏樹（百慕達圓柏，學名「Juniperus bermudiana」，又稱「百慕達柏樹」），樹木在全島迅速生長。百慕達人充分利用特克斯群島，砍伐森林後便開展世界最大的鹽貿易。鹽貿易在往後的世紀成為百慕達的經濟支柱。
百慕達船員希望進行貿易，而非純粹供應食鹽，然而，捕鯨業、私掠巡航和商人貿易卻得到穩健的發展。百慕達單桅帆船的速度與機動性受到高度重視。特拉法加戰役後期，百慕達的單桅帆船、英國皇家海軍最快的船艦之一──HMS Pickle，甚至帶著勝利的喜訊和海軍上將尼爾森勳爵的死訊全速返回英格蘭。
美國革命後，英國皇家海軍為了改善海港，在愛爾蘭島建立了大造船廠。往後，海軍把基地視作戰略資產，後來基地更有利於美國（見下段）。百慕達讓美利堅聯盟國的封鎖突圍者（blockade runners）飛船可先稍作停泊，再向南航行。現在，一家小型博物館保存了南部聯邦軍隊用作間謀活動的辦公室。
20世纪初，随着现代交通和通讯系统的发展，百慕大成为广受美国、加拿大和英国游客欢迎的旅游目的地。1930年，美國頒佈《史慕特郝雷關稅法案》，向其貿易伙伴中斷百慕達盛極一時的農業出口貿易（主要是供應美國的新鮮疏菜），鼓勵百慕達發展旅遊業。在經濟角度而言，旅遊業的重要緊隨國際金融業。

## 政治
百慕達的行政權力由英國君主掌握，由百慕達總督代表他行使權力。他依英國政府的建議任命總督。防衛與外交至今仍是英國的責任，當局亦須確保百慕達政府有效施政。百慕達憲法的變更須得到英方的批准。
百慕達憲法於1967年6月1日生效，並先後於1989年和2003年修改。政府首腦是百慕達總理。內閣由總理提名，由總督正式任命。立法部門由兩院制議會構成。參議院是上議院，由7位經總督依總理和反對黨領袖的建議任命的成員組成。眾議院是下議院，36位成員經民選產生，任期5年。
現任總督是蕾娜·拉尔吉（Rena Lalgie），2020年獲任命。現任總理是进步工党的愛德華·大卫·伯特。
進步工黨的領導層一直支持百慕達從英國獨立，但民眾並不支持。該黨於1995年展開了有關獨立的公民投票，但終告失敗。

## 軍事

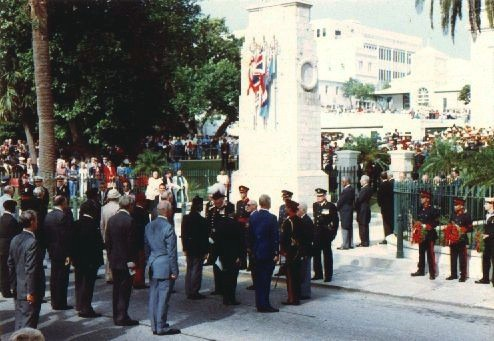
百慕達哈密爾頓的國殤紀念日閱兵典禮

百慕達的防衛由英國政府負責。百慕達曾經成為英國皇家海軍西大西洋總部，當地政府以民兵保衛殖民地，及至美國南北戰爭。昔日，英國皇家海軍成立基地，造船廠定期由士兵把守，但是，由於軍力過剩，後隨1812年戰爭解散。19世紀末，百慕達成立了一支志願部隊，為軍事駐防地提供儲備。
百慕達的位置接近北大西洋中部，在兩次世界大戰中起重要作用。當地成為泛大西洋護航艦的集結點，以及海軍和（時值第二次世界大戰）空軍基地。1941年，美軍通過《基地驅逐艦協定》（Destroyers for Bases Agreement），向英國轉讓美国海軍剩餘的驅逐艦以交換百慕達99年的租借權建立海軍和空軍設施，及至冷戰結束。基地佔地5.8平方公里（2.25平方英里），土地大多填海得來。
多年來，美國人把機場用作飛機的前線，搜索德國和蘇聯的潛艇。加拿大曾經在前英國皇家海軍位於囚犯灣（Convict's Bay）的基地營運戰時海軍基地──加拿大皇家海軍艦艇薩默斯基地（HMCS Somers Isles）。同時，聖喬治亦在群島西陲的Daniel's Head成立了電台收音站。
1950年代，第二次世界大戰結束，英國皇家海軍關閉其造船廠和軍事駐防地。美國的小型供應基地和美加的基地在造船廠範圍內繼續運作。1995年9月1日，兩個基地連同英國及加拿大的基地皆告關閉。與環境相關的問題拖累了美方歸還基地土地的進度。及至2002年，美方才正式將土地歸還當地政府。
今時今日，百慕達軍是百慕達唯一的軍隊，一支在19世紀末以前組成的混合志願部隊。

## 地理

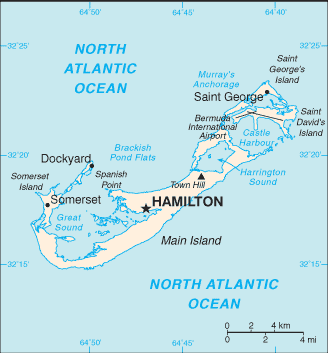
百慕達地圖

百慕達位於北大西洋，距北卡羅萊納州外灘群島的海特瑞斯角東至東南約580海浬（1,074公里）、瑪莎葡萄園島東南約590海浬（1,093公里，見地圖 （页面存档备份，存于））。百慕達有103公里的海岸線。漢密爾頓和聖喬治鎮是百慕達的兩個法定自治市。當地亦設有一些稱作「村莊」的地區，如弗拉茨村、圖克斯鎮和索美塞特村。
一般人誤解百慕達位於熱帶。其實，百慕達是亞熱帶氣候受附近流動的灣流強烈影響。百慕達的氣候非常潮濕，在夏季縱然溫度看似適中，但酷热指数很高。冬季很暖和，1、2月的平均白晝溫度約有20°C（68°F）。強風和暴雨，使溫度感覺降至冰點以下，但實際溫度很少降至10 °C（50 °F）。降雨是百慕達淡水的唯一來源，從屋頂和流域收集（或從地下礦體抽取）然後儲進貯水池。每戶居民通常都有至少一個貯水池，鞏固當地的供水。

## 經濟
百慕達擁有發達的國際商業經濟體系，是不少外國公司的離岸金融中心，也是保險及各項金融服務的金融輸出點。旅遊業亦為百慕達帶來可觀的收入。百慕達的人均收入約高於美國的50%；美國中央情報局出版的《世界概況》（The World Factbook）顯示，百慕達2004年的GDP有$45亿，這意味著人均總值達$69,900。換言之，百慕達擁有全球最高的人均GDP。
百慕達被視為首要的離岸金融中心，政府不向個人或公司收入徵收直接稅。當地稅制依賴進口稅、薪俸稅及消費稅。有關的政策為國際保險公司帶來優勢，百慕達因而被視為世界的轉保中心。約400家由百慕達國際公司協會（Association of Bermuda International Companies，ABIC）作為代表的國際公司，自然以百慕達為基地。現今共有超過1,500家免稅公司和國際公司在百慕達註冊。
旅遊業是百慕達的第二大行業，大部分遊客來自美國、加拿大和英國。他們會在當地的百慕達國際機場下飞機。
百慕達採用百慕達元，貨幣已跟美元掛鉤。在群島內，美元鈔票和硬幣可跟百慕達貨幣替換使用。百慕達鈔票印有伊莉莎白二世的頭像。

## 人口
百慕達人口总共有65,365人（2005年7月估计），其中白人佔34.1%，黑人佔54.8%，混血兒佔6.4%，同时还拥有少数但逐漸增長的亞裔族群人口。基於上世紀葡屬群島（尤其是亞速爾群島）的移民，一部分人口保留了葡萄牙傳統。這或可追溯至1840年代的馬得拉家族。
在最近的人口普查，種族認同成為議題；上段所述的人口統計數據，或會令人誤解。島上有少數黑人人口擁有不同的血統，尤其是歐洲和美國原住民血統。葡裔百慕大人往往被視為一個獨立的族群，情況類似美國的拉丁美裔人。葡屬群島的移民，包括來自佛德角群島的黑人，以及與百慕達白人和黑人通婚的葡萄牙人。因此，不少繼承葡萄牙血統、傳統及葡語名字的島民，其數目並不計算於10%或以上的人口，而是典型地被列為「葡萄牙人」。
美國原住民再度牽起關注，尤其在聖大衛，不少居民認同自己是在殖民的首個世紀時期，被賣去百慕大當奴隸的各種北美印第安人。
上世紀，除了葡萄牙的大型移民外，加勒比海國家的移民亦持續湧現。
有几千名主要来自英国、加拿大、西印度群岛和美国的外籍劳工，他们也居住在百慕大，主要从事需要专业技术的行业，例如会计，金融和保险业等。其余的则受雇于多个行业，包括旅馆、饭店、建筑、园艺等。根据2005年政府公布的受雇人口数字显示，在总共38,947劳动力人口中，有11,223（29%）是非百慕大公民。

## 旅遊勝地
以下是一些百慕達的旅遊勝地：

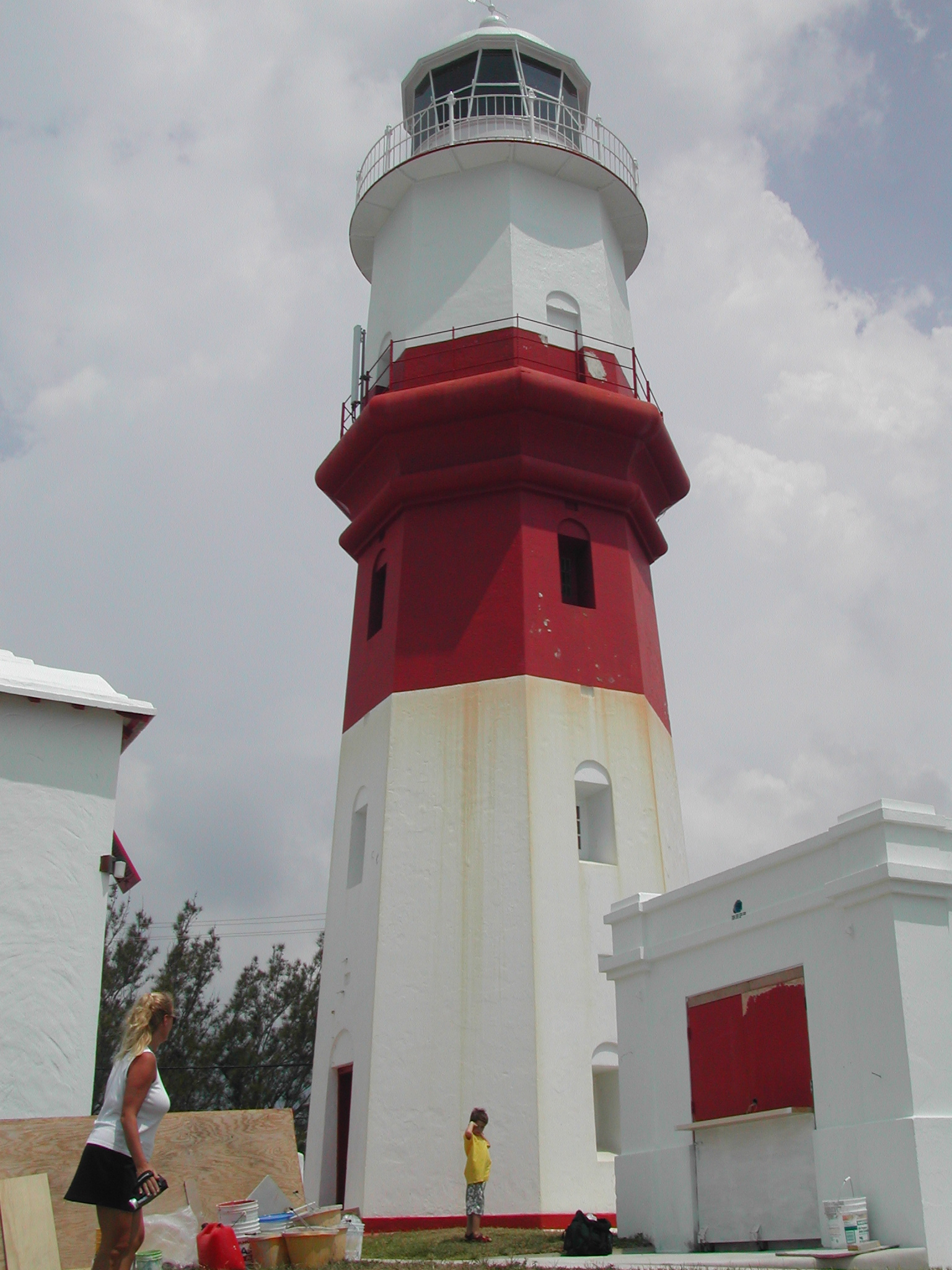
聖大衛燈塔，百慕達的旅遊勝地

- 百慕達水族館、百慕大国家博物馆及動物園 （页面存档备份，存于）
- 百慕達海事博物館
- 植物園
- 市廳
- Crisson Jewellers
- Crystal, Fantasy and Leamington Caves
- 吉布士山燈塔（Gibbs Hill Lighthouse|Gibbs Hill Lighthouse）
- 皇家海軍造船廠（英语：Royal Naval Dockyard, Bermuda）（Royal Naval Dockyard）
- 聖大衛燈塔
- 聖喬治
- 聖彼德教堂
- Swizzle Inn

## 假期
| 日期                           | 假期           | 備注                                                                         |
| ------------------------------ | -------------- | ---------------------------------------------------------------------------- |
| 1月1日                         | 新年           |                                                                              |
| 不定                           | 耶穌受難節     | 百慕達人會放自製的風箏慶祝復活節                                             |
| 5月24日                        | 百慕大日       | 原將維多利亞女王誕辰定為帝國日；後改稱「百慕大日」，正式慶祝群島的傳統和文化 |
| 6月的第二個星期一              | 英女皇壽辰     |                                                                              |
| 7月最後的星期四或8月首個星期四 | 解放日         | 世界盃球賽首日                                                               |
| 8月的首個星期五                | Somer's Day    | 世界盃球賽翌日                                                               |
| 9月的首個星期一                | 勞動節         |                                                                              |
| 11月11日                       | 陣亡將士紀念日 |                                                                              |
| 12月25日                       | 聖誕節         |                                                                              |
| 12月26日                       | 節禮日         |                                                                              |

## 文化
百慕達的文化受來自英國的殖民者影響甚多，承襲了英國的大多數傳統和習俗；由於鄰近美國，百慕達也受其影響。大部分百慕達人口為非洲奴隸的後裔。
舞蹈和音樂是百慕達文化的精粹，不少舞蹈受到美國原住民移民和非洲奴隸影響。加勒比海的影響主導了百慕達的愛好。

## 交通

### 航空
- L·F·韋德國際機場：本屬地上唯一的機場。

## 名人
（依姓氏字母排列）
- 克萊德·貝斯（英语：Clyde Best），英格蘭首批黑人足球員之一（1960年代末-1970年代）
- Donald Henry "Bob" Burns，最高男聲的吉尼斯世界紀綠保持者
- 喬治·肯尼斯·巴特菲爾德（英语：G. K. Butterfield），美國眾議院議員（D-NC）、前高等法院法官、國家終審法院法官
- 厄爾·卡麥隆（英语：Earl Cameron (actor)），藝人
- 黛安娜·道格拉斯（英语：Diana Douglas），藝人，Michael和Joel Douglas之母
- 弗洛拉·達菲，2020東京奧運女子鐵人三項金牌得主
- Glyn Charles Anglim Gilbert，少將，排名最高的百慕達軍人
- 肖恩·戈特（英语：Shaun Goater），前曼城前鋒
- 愛德華·哈里斯（英语：Edward Harris (archaeologist)），考古學家、考古學地層學Harris matrix法的創始人
- Lance Hayward（英语：Lance Hayward），爵士樂鋼琴演奏者
- 克拉伦斯·希尔，奧運會拳術銅牌得主
- 琳娜·海蒂，英格蘭藝人
- Heather Nova（英语：Heather Nova），音樂家
- 瑪麗·平斯，奴隸，其敘述的《History of Mary Prince》一書協助結束大英帝國的奴隸制
- Arthur Rankin, Jr.（英语：Arthur Rankin, Jr.），製片人、導演、Rankin/Bass製作公司合伙人
- ，英聯邦運動會跳高金牌得主
- Gina Swainson（英语：Gina Swainson），前世界小姐（1979年─1980年）
- ，潛水員、尋寶家
- David B. Wingate（英语：David B. Wingate），博物學家
- ，雷鬼搖擺樂/舞廳音樂藝人